# Lijst van Stolpersteine in Arnhem

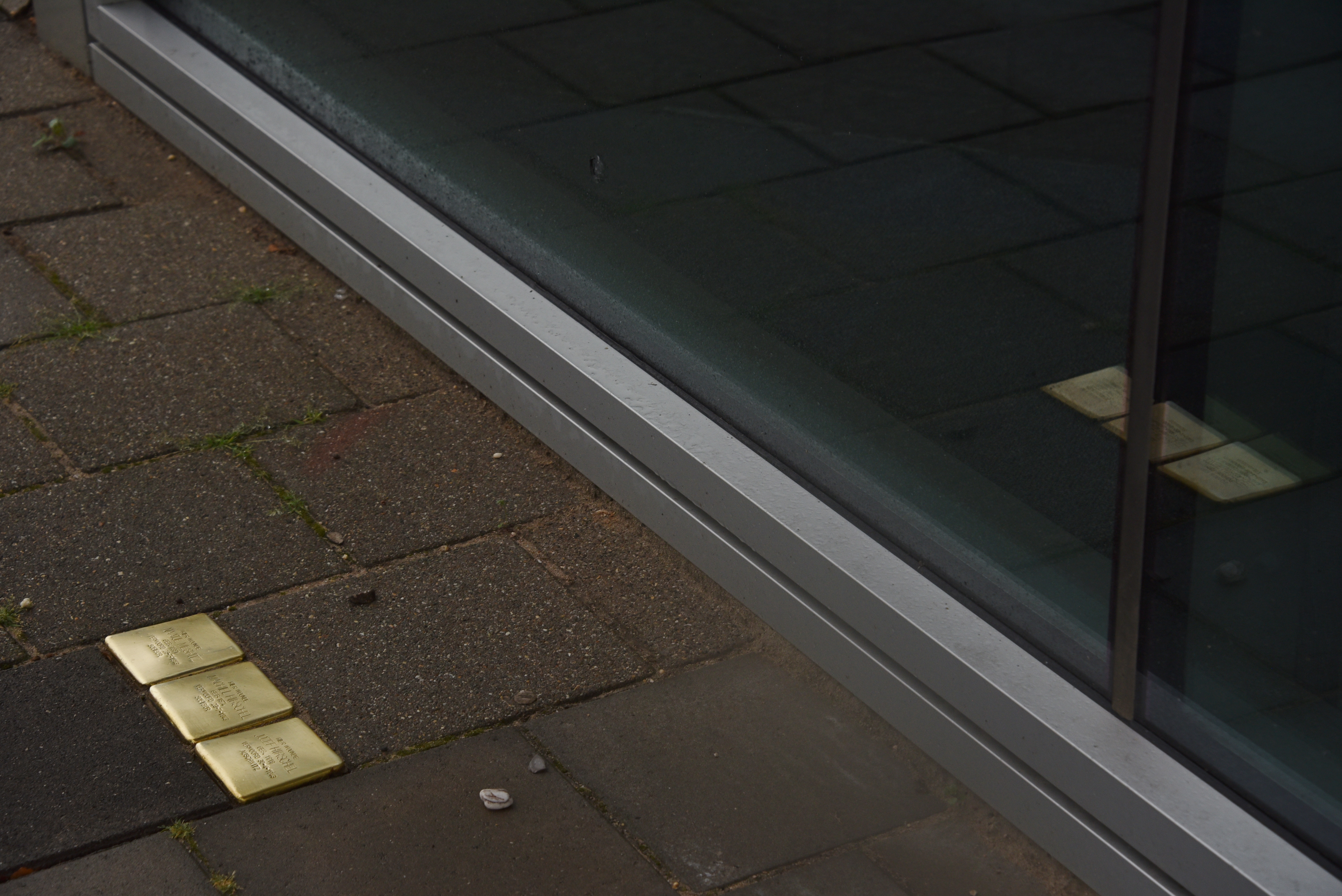
Stolpersteine voor familie Hirschel, Amsterdamseweg 54

De lijst van Stolpersteine in Arnhem geeft een overzicht van de gedenkstenen die in de gemeente Arnhem in de Nederlandse provincie Gelderland zijn geplaatst in het kader van het Stolpersteine-project van de Duitse beeldhouwer-kunstenaar Gunter Demnig.
Stolpersteine zijn opgedragen aan slachtoffers van het nationaalsocialisme, al diegenen die zijn vervolgd, gedeporteerd, vermoord, gedwongen te emigreren of tot zelfmoord gedreven door het nazi-regime. Demnig legt voor elk slachtoffer een aparte steen, meestal voor de laatste zelfgekozen woning.
Omdat het Stolpersteine-project doorloopt, kan deze lijst onvolledig zijn.

## Stolpersteine
In Arnhem liggen 106 Stolpersteine op 43 adressen.

### Arnhem
| Stolperstein | Inscriptie                                                                               | Adres                                         | Herdachte persoon                                                        |
| ------------ | ---------------------------------------------------------------------------------------- | --------------------------------------------- | ------------------------------------------------------------------------ |
|              | HIER WOONDE AÄRON ABAS GEB. 1882 VERMOORD 14-5-1943 SOBIBOR                              | Emmastraat 65                                 | Aäron Abas (1882-1943)                                                   |
|              | HIER WOONDE HERMANN BAAR GEB. 1923 VERMOORD 1-3-1944 AUSCHWITZ                           | Sonsbeeksingel 116                            | Hermann Baar (1923-1944)                                                 |
|              | HIER WOONDE FRONIKA VAN BEVER GEB. 1878 VERMOORD 13-11-1942 AUSCHWITZ                    | Van Heemstralaan 90                           | Fronika van Bever (1878-1944)                                            |
|              | HIER WOONDE SARA BACHRACH GEB. 1890 VERMOORD 28-1-1944 AUSCHWITZ                         | Nieuwstraat 2 Kaart (OSM)                     | Sara van Duren-Bachrach (1890-1944)                                      |
|              | HIER WOONDE SIBILLA BACHRACH GEB. 1878 VERMOORD 28-5-1943 SOBIBOR                        | Velperweg 79                                  | Sibilla Israël-Bachrach (1878-1943)                                      |
|              | HIER WOONDE NATHAN MOSES BIELSCHOWSKY GEB. 1875 VERMOORD 21-5-1943 SOBIBOR               | Mesdaglaan 39                                 | Nathan Moses Bielschowsky (1875-1943)                                    |
|              | HIER WOONDE ANTJE JEANNETTE VAN BLIJDENSTIJN GEB. 1887 VERMOORD 27.11.1942 AUSCHWITZ     | Zijpendaalsweg 1D                             | Antje Jeannette van Blijdenstijn (1887-1942)                             |
|              | HIER WOONDE MANFRED BLOEMENDAL GEB. 1907 VERMOORD 31-3-1944 AUSCHWITZ                    | Breitnerstraat 18                             | Manfred Bloemendal (1907-1944)                                           |
|              | HIER WOONDE ISAAK BROEKMAN GEB. 1881 VERMOORD 30-4-1943 SOBIBOR                          | Wielakkerstraat 40 Kaart (OSM)                | Isaak Broekman (1881-1943)                                               |
|              | HIER WOONDE ALIDA HELENA BRONKHORST GEB. 1876 VERMOORD 14-1-1943 AUSCHWITZ               | Veerpolderstraat 46                           | Alida Helena Bronkhorst (1876-1943)                                      |
|              | HIER WOONDE MIETJE BRONKHORST GEB. 1896 VERMOORD 20-3-1943 SOBIBOR                       | Broerenstraat 33 Kaart (OSM)                  | Mietje Bronkhorst (1896-1943)                                            |
|              | HIER WOONDE BENJAMIN JAKOB DENNEBOOM GEB. 1882 VERMOORD 20-3-1943 SOBIBOR                | Broerenstraat 33 Kaart (OSM)                  | Benjamin Jakob Denneboom (1882-1943)                                     |
|              | HIER WOONDE FLORY DENNEBOOM GEB. 1934 VERMOORD 20-3-1943 SOBIBOR                         | Broerenstraat 33 Kaart (OSM)                  | Flory Denneboom (1934-1943)                                              |
|              | HIER WOONDE ELISABETH VAN DUREN GEB. 1887 VERMOORD 22-10-1942 AUSCHWITZ                  | Nieuwstad 20 Kaart (OSM)                      | Elizabeth Nathans-van Duren (1887-1942)                                  |
|              | HIER WOONDE ABRAHAM COHEN GEB. 1917 VERMOORD 31-1-1943 AUSCHWITZ                         | Van Lawick van Pabststraat 107                | Abraham Cohen (1917-1943)                                                |
|              | HIER WOONDE ALEX COHEN GEB. 1924 VERMOORD 31-1-1943 AUSCHWITZ                            | Van Lawick van Pabststraat 107                | Alex Cohen (1924-1943)                                                   |
|              | HIER WOONDE CLARA COHEN GEB. 1908 VERMOORD 16.4.1943 SOBIBOR                             | Van Pallandtstraat 26                         | Clara Hartog-Cohen (1908-1943)                                           |
|              | HIER WOONDE IZAK COHEN GEB. 1934 VERMOORD 19-10-1942 AUSCHWITZ                           | Pastoorstraat 18 Kaart (OSM)                  | Izak Cohen (1934-1942)                                                   |
|              | HIER WOONDE JOHANNA COHEN GEB. 1914 VERMOORD 19-10-1942 AUSCHWITZ                        | Pastoorstraat 18 Kaart (OSM)                  | Johanna Cohen-Cohen (1914-1942)                                          |
|              | HIER WOONDE KAATJE COHEN GEB. 1938 VERMOORD 19-10-1942 AUSCHWITZ                         | Pastoorstraat 18 Kaart (OSM)                  | Kaatje Cohen (1938-1942)                                                 |
|              | HIER WOONDE MARGARETHA HENRIËTTE COHEN GEB. 1914 VERMOORD 19-11-1943 AUSCHWITZ           | Breitnerstraat 18                             | Margaretha Henriëtte Cohen (1914-1943)                                   |
|              | HIER WOONDE SALOMON COHEN GEB. 1910 VERMOORD 12-3-1945 BUCHENWALD                        | Pastoorstraat 18 Kaart (OSM)                  | Salomon Cohen (1910-1945)                                                |
|              | HIER WOONDE SIMON COHEN GEB. 1877 VERMOORD 12-10-1942 AUSCHWITZ                          | Van Lawick van Pabststraat 107                | Simon Cohen (1877-1942)                                                  |
|              | HIER WOONDE SIMON COHEN GEB. 1913 VERMOORD 31-3-1944 BLECHHAMMER                         | Pastoorstraat 18 Kaart (OSM)                  | Simon Cohen (1913-1944)                                                  |
|              | HIER WOONDE SOPHIA COHEN GEB. 1867 VERMOORD 21.1.1943 AUSCHWITZ                          | Prümelaan 5                                   | Sophia Cohen-Wolf (1867-1943)                                            |
|              | HIER WOONDE HELENA HULDA CHAJA DOCTOR GEB. 1860 VERMOORD 29-10-1942 AUSCHWITZ            | Betuwestraat 12a                              | Helena Hulda Chaja Doctor geb. Klonower (1860-1942)                      |
|              | HIER WOONDE LIEBMAN VAN DUREN GEB. 1891 VERMOORD 28-1-1944 AUSCHWITZ                     | Nieuwstraat 2 Kaart (OSM)                     | Liebman van Duren (1891-1944)                                            |
|              | HIER WOONDE JENNY FRÖHLICH GEB. 1887 VERMOORD 16-4-1943 SOBIBOR                          | Staringstraat 12                              | Jenny Fröhlich (1887-1943)                                               |
|              | HIER WOONDE BLUME BETTY GANS GEB. 1876 VERMOORD 14-1-1943 AUSCHWITZ                      | Rijnkade 34                                   | Blüme Betty Nort-Gans (1876-1943)                                        |
|              | HIER WOONDE EDUARD GANS GEB. 1892 VERMOORD 9-4-1943 SOBIBOR                              | Burgemeester Weertsstraat 85                  | Eduard Gans (1892-1943)                                                  |
|              | HIER WOONDE HENRI LOUIS GANS GEB. 1927 VERMOORD 9-4-1943 SOBIBOR                         | Burgemeester Weertsstraat 85                  | Henri Louis Gans (1927-1943)                                             |
|              | HIER WOONDE PAUL JACOB GANS GEB. 1908 VERMOORD 4-2-1945 MIDDEN-EUROPA                    | Amsterdamseweg 155                            | Paul Jacob Gans (1908-1945)                                              |
|              | HIER WOONDE WILHELMINA MATJE GODSCHALK GEB. 1911 VERMOORD 2-11-1942 AUSCHWITZ            | Mauvestraat 15                                | Wilhelmina Matje Meijers-Godschalk (1911-1942)                           |
|              | HIER WOONDE SARA DE GORTER GEB. 1885 VERMOORD 23-7-1943 SOBIBOR                          | Hommelseweg 55                                | Sara Witteboon-de Gorter (1885-1943)                                     |
|              | HIER WOONDE MEIJER DE GROOT GEB. 1897 VERMOORD 30.9.1944 AUSCHWITZ                       | Rijnstraat 43 Kaart (OSM)                     | Meijer de Groot (1897-1944)                                              |
|              | HIER WOONDE RACHEL DE GROOT GEB. 1927 VERMOORD 22.5.1944 AUSCHWITZ                       | Rijnstraat 43 Kaart (OSM)                     | Rachel de Groot (1927-1944)                                              |
|              | HIER WOONDE CAECILIA DE GROOTE GEB. 1889 VERMOORD 23-4-1943 SOBIBOR                      | Driekoningendwarsstraat 13                    | Caecilia de Groote (1889-1943)                                           |
|              | HIER WOONDE NATAN DAWID GRÜN GEB. 1898 VERMOORD 30-4-1943 AUSCHWITZ                      | Noordelijke Parallelweg 69                    | Natan Dawid Grün (1898-1943)                                             |
|              | HIER WOONDE NATHAN HERMAN HARTOG GEB. 1905 VERMOORD 16.4.1943 SOBIBOR                    | Van Pallandtstraat 26                         | Nathan Herman Hartog (1905-1943)                                         |
|              | HIER WOONDE PHILIP JACQUES HARTOG GEB. 1931 VERMOORD 16.4.1943 SOBIBOR                   | Van Pallandtstraat 26                         | Philip Jacques Hartog (1931-1943)                                        |
|              | HIER WOONDE BENJAMIN JACOB HEERTJE GEB. 1894 VERMOORD 23-7-1943 SOBIBOR                  | Hommelseweg 55                                | Benjamin Jacob Heertje (1894-1943)                                       |
|              | HIER WOONDE MARIANNA DE LARA GEB. 1895 VERMOORD 23-7-1943 SOBIBOR                        | Hommelseweg 55                                | Marianna Heertje-de Lara (1895-1943)                                     |
|              | HIER WOONDE JOZEF HIRSCHEL GEB. 1919 VERMOORD 30-4-1943 AUSCHWITZ                        | Amsterdamseweg 54 (voorheen Brantsenstraat 2) | Jozef Hirschel (1919-1943)                                               |
|              | HIER WOONDE MACHIEL HIRSCHEL GEB. 1874 VERMOORD 23-7-1943 SOBIBOR                        | Amsterdamseweg 54 (voorheen Brantsenstraat 2) | Machiel Hirschel (1874-1943)                                             |
|              | HIER WOONDE JACOB IZAAK VAN DER HORST GEB. 1913 VERMOORD 31-3-1944 AUSCHWITZ             | Driekoningendwarsstraat 13                    | Jacob Izaak van der Horst (1913-1944)                                    |
|              | HIER WOONDE GEERTRUIDA ISRAËL GEB. 1921 VERMOORD 21-5-1943 SOBIBOR                       | Velperweg 79                                  | Geertruida Israël (1921-1943)                                            |
|              | HIER WOONDE MINA HELENA ISRAËL GEB. 1906 VERMOORD 21-5-1943 SOBIBOR                      | Velperweg 79                                  | Mina Helena Israël (1906-1943)                                           |
|              | HIER WOONDE SAARTJE ISRAËL GEB. 1909 VERMOORD 21-5-1943 SOBIBOR                          | Velperweg 79                                  | Saartje Israël (1909-1943)                                               |
|              | HIER WOONDE SALOMO ISRAËL GEB. 1900 VERMOORD 28-11-1942 AUSCHWITZ                        | Velperweg 79                                  | Salomo Israël (1900-1942)                                                |
|              | HIER WOONDE JUSTINUS CORNELIS DE JOSSELIN DE JONG GEB. 1920 VERMOORD 8-3-1944 NATZWEILER | Huijgenslaan 63                               | Justinus Cornelis de Josselin de Jong (1920-1944)                        |
|              | HIER WOONDE IZAAK KAN GEB. 1865 VERMOORD 16.4.1943 SOBIBOR                               | Zijpendaalsweg 1D                             | Izaak Kan (1865-1943)                                                    |
|              | HIER WOONDE SAMUEL KAN GEB. 1863 VERMOORD 23-7-1943 SOBIBOR                              | Johan de Wittlaan 73                          | Samuel Kan (1863-1943)                                                   |
|              | HIER WOONDE BERNARD KAUFMAN GEB. 1942 VERMOORD 9-4-1943 SOBIBOR                          | Rembrandtlaan 31                              | Bernard Kaufman (1942-1943)                                              |
|              | HIER WOONDE LAZARUS KAUFMAN GEB. 1910 VERMOORD 9-4-1943 SOBIBOR                          | Rembrandtlaan 31                              | Lazarus Kaufman (1910-1943)                                              |
|              | HIER WOONDE HESTER VAN DER MOLEN GEB. 1918 VERMOORD 9-4-1943 SOBIBOR                     | Rembrandtlaan 31                              | Hester Kaufman-van der Molen (1918-1943)                                 |
|              | HIER WOONDE MARCUS KELLERMAN GEB. 1911 VERMOORD 9-7-1943 SOBIBOR                         | Wielakkerstraat 34 Kaart (OSM)                | Marcus Kellerman (1911-1943)                                             |
|              | HIER WOONDE MEIJER KELLERMAN GEB. 1871 VERMOORD 23-7-1943 SOBIBOR                        | Wielakkerstraat 34 Kaart (OSM)                | Meijer Kellerman (1871-1943)                                             |
|              | HIER WOONDE JOHANNA KLESTADT GEB. 1878 VERMOORD 11-12-1942 AUSCHWITZ                     | Wielakkerstraat 40 Kaart (OSM)                | Johanna Broekman-Klestadt (1878-1942)                                    |
|              | HIER WOONDE MARGARETHE JULIE KLONOWER GEB. 1891 VERMOORD 29-10-1942 AUSCHWITZ            | Betuwestraat 12a                              | Margarethe Julie Strauss-Klonower (1891-1942)                            |
|              | HIER WOONDE MICHEL KRUIJER GEB. 1886 VERMOORD 16-4-1943 SOBIBOR                          | Staringstraat 12                              | Michel Kruijer (1886-1943)                                               |
|              | HIER WOONDE AMALIA DE LANGE GEB. 1917 VERMOORD 25-1-1943 AUSCHWITZ                       | Burgemeester Weertsstraat 124                 | Amalia de Lange (1917-1943)                                              |
|              | HIER WOONDE MIETJE AMALIA DE LANGE GEB. 1912 VERMOORD 21-10-1944 AUSCHWITZ               | Burgemeester Weertsstraat 124                 | Mietje Amalia de Lange (1912-1944)                                       |
|              | HIER WOONDE PHILIP LEERAAR GEB. 1898 VERMOORD 18-10-1941 MAUTHAUSEN                      | Koningstraat 58 Kaart (OSM)                   | Philip Leeraar (1898-1941)                                               |
|              | HIER WOONDE SUZANNE DE LEEUW GEB. 1902 VERMOORD 25-10-1944 AUSCHWITZ                     | Frombergdwarsstraat 2 (voorheen nummer 13)    | Susanna Mogendorff-de Leeuw (1902-1944)                                  |
|              | HIER WOONDE MIETJE LEVERPOLL GEB. 1868 VERMOORD 23-7-1943 SOBIBOR                        | Johan de Wittlaan 73                          | Mietje Leverpoll (1868-1943)                                             |
|              | HIER WOONDE ISIDORE LIEVENDAG GEB. 1906 VERMOORD 9-1-1944 AUSCHWITZ                      | Bovenbrugstraat 42                            | Isidore Lievendag (1906-1944)                                            |
|              |                                                                                          | Bovenbrugstraat 42                            | Blanco steen voor het ongeboren kind van Isidore Lievendag en zijn vrouw |
|              | HIER WOONDE EMIEL MEIJERS GEB. 1907 VERMOORD 31-3-1944 MIDDEN-EUROPA                     | Mauvestraat 15                                | Emiel Meijers (1907-1944)                                                |
|              | HIER WOONDE JOHANNA MEIJERS GEB. 1919 VERMOORD 11-6-1943 SOBIBOR                         | Nieuwstad 28 Kaart (OSM)                      | Johanna Nathan-Meijers (1919-1943)                                       |
|              | HIER WOONDE JOHANNA ALEIDA MEIJERS GEB. 1935 VERMOORD 2-11-1942 AUSCHWITZ                | Mauvestraat 15                                | Johanna Aleida Meijers (1935-1942)                                       |
|              | HIER WOONDE LENA MEIJERS GEB. 1933 VERMOORD 2-11-1942 AUSCHWITZ                          | Mauvestraat 15                                | Lena Meijers (1933-1942)                                                 |
|              | HIER WOONDE ROBBIE MEIJERS GEB. 1938 VERMOORD 2-11-1942 AUSCHWITZ                        | Mauvestraat 15                                | Robbie Meijers (1938-1942)                                               |
|              | HIER WOONDE WILHELMINA MEIJERS GEB. 19-9-1940 VERMOORD 2-11-1942 AUSCHWITZ               | Mauvestraat 15                                | Wilhelmina Meijers (1940-1942)                                           |
|              | HIER WOONDE JOZEF MENASSEN GEB. 1861 VERMOORD 27-11-1942 AUSCHWITZ                       | Markt 5 Kaart (OSM)                           | Jozef Menassen (1861-1942)                                               |
|              | HIER WOONDE JOHANNA MENKO GEB. 1918 VERMOORD 10-9-1943 AUSCHWITZ                         | Burgemeester Weertsstraat 139                 | Johanna van West-Menko (1918-1943)                                       |
|              | HIER WOONDE NAATJE MESRITZ GEB. 1881 VERMOORD 23-7-1943 SOBIBOR                          | Amsterdamseweg 54 (voorheen Brantsenstraat 2) | Naatje Hirschel-Mesritz (1881-1943)                                      |
|              | HIER WOONDE THEO MESSING GEB. 1923 VERMOORD 7-9-1943 NEUENGAMME                          | Burgemeester Weertsstraat 57                  | Theo Messing (1923-1943)                                                 |
|              | HIER WOONDE EDUARD DE METZ GEB. 1882 VERMOORD 13-11-1942 AUSCHWITZ                       | Van Heemstralaan 90                           | Eduard de Metz (1882-1942)                                               |
|              | HIER WOONDE GERTRUD MICHELS GEB. 1888 VERMOORD 21-5-1943 SOBIBOR                         | Mesdaglaan 39                                 | Gertrud Michels (1888-1943)                                              |
|              | HIER WOONDE HANNA MOGENDORFF GEB. 1899 VERMOORD 20-3-1943 SOBIBOR                        | Bakenbergseweg 129                            | Hanna Spier-Mogendorff (1899-1943)                                       |
|              | HIER WOONDE JEANNETTE MOGENDORFF GEB. 1893 VERMOORD 9-4-1943 SOBIBOR                     | Burgemeester Weertsstraat 85                  | Jeannette Gans-Mogendorff (1893-1943)                                    |
|              | HIER WOONDE MICHAEL MOGENDORFF GEB. 1901 VERMOORD 28-2-1945 MIDDEN-EUROPA                | Frombergdwarsstraat 2 (voorheen nummer 13)    | Michael Mogendorff (1901-1945)                                           |
|              | HIER WOONDE WOLF NATHAN GEB. 1905 VERMOORD 11-6-1943 SOBIBOR                             | Nieuwstad 28 Kaart (OSM)                      | Wolf Nathan (1905-1943)                                                  |
|              | HIER WOONDE MARTHA NIHOM GEB. 1882 VERMOORD 12-10-1942 AUSCHWITZ                         | Van Lawick van Pabststraat 107                | Martha Cohen-Nihom (1882-1942)                                           |
|              | HIER WOONDE SALOMON IZAK NORT GEB. 1886 VERMOORD 6-9-1944 AUSCHWITZ                      | Rijnkade 34                                   | Salomon Izak Nort (1886-1944)                                            |
|              | HIER WOONDE JOHANNA HENDRINA PAGRACH GEB. 1916 VERMOORD 12-10-1942 AUSCHWITZ             | Van Lawick van Pabststraat 107                | Johanna Hendrina Cohen-Pagrach (1916-1942)                               |
|              | HIER WOONDE AALTJE PELS GEB. 1910 VERMOORD 26-1-1943 AUSCHWITZ                           | Hommelstraat 48                               | Aaltje Spanjar-Pels (1910-1943)                                          |
|              | HIER WOONDE LEIZER PELS GEB. 1904 VERMOORD 30-4-1943 AUSCHWITZ                           | Hommelstraat 48                               | Leizer Pels (1904-1943)                                                  |
|              | HIER WOONDE PHILIP PELS GEB. 1902 VERMOORD 24-8-1943 BOBREK                              | Hommelstraat 48                               | Philip Pels (1902-1943)                                                  |
|              | HIER WOONDE SALOMON PELS GEB. 1879 VERMOORD 9-4-1943 SOBIBOR                             | Hommelstraat 48                               | Salomon Pels (1879-1943)                                                 |
|              | HIER WOONDE BERTHA PINCZOWER GEB. 1876 VERMOORD 23-7-1943 SOBIBOR                        | Burgemeester Weertsstraat 93                  | Bertha David-Pinczower (1876-1943)                                       |
|              | HIER WOONDE SOPHIA PRINS GEB. 1906 VERMOORD 22-1-1943 AUSCHWITZ                          | Noordelijke Parallelweg 69                    | Sophia Prins (1906-1943)                                                 |
|              | HIER WOONDE EPHRAÏM ROOZENDAAL GEB. 1907 VERMOORD 28-2-1943 AUSCHWITZ                    | Hommelstraat 68                               | Ephraïm Roozendaal (1907-1943)                                           |
|              | HIER WOONDE ALBERT SCHIFF GEB. 1884 GEVLUCHT IN DE DOOD 14-7-1943                        | Hommelseweg 55                                | Albert Schiff (1884-1943)                                                |
|              | HIER WOONDE SIENTJE SCHOONHOED GEB. 1881 VERMOORD 9-4-1943 SOBIBOR                       | Hommelstraat 48                               | Sientje Pels-Schoonhoed (1881-1943)                                      |
|              | HIER WOONDE JOSUA SPANJAR GEB. 1905 VERMOORD 28-2-1943 AUSCHWITZ                         | Hommelstraat 48                               | Josua Spanjar (1905-1943)                                                |
|              | HIER WOONDE CHANE SPIEGEL GEB. 1897 VERMOORD 28-1-1944 AUSCHWITZ                         | Sonsbeeksingel 116                            | Chane Spiegel (1897-1944)                                                |
|              | HIER WOONDE JOËL SPIER GEB. 1895 VERMOORD 20-3-1943 SOBIBOR                              | Bakenbergseweg 129                            | Joël Spier (1895-1943)                                                   |
|              | HIER WOONDE LEO SPIER GEB. 1937 VERMOORD 25-10-1944 AUSCHWITZ                            | Bakenbergseweg 129                            | Leo Spier (1937-1944)                                                    |
|              | HIER WOONDE ROOSJE SPIER GEB. 1857 VERMOORD 25-1-1943 AUSCHWITZ                          | Bakenbergseweg 129                            | Roosje Spier (1857-1944)                                                 |
|              | HIER WOONDE JOSEF STRAUSS GEB. 1860 VERMOORD 29-10-1942 AUSCHWITZ                        | Betuwestraat 12a                              | Josef Strauss (1890-1942)                                                |
|              | HIER WOONDE SOFIA SWAAB GEB. 1900 VERMOORD 22.5.1944 AUSCHWITZ                           | Rijnstraat 43 Kaart (OSM)                     | Sofia de Groot-Swaab (1900-1944)                                         |
|              | HIER WOONDE BARUCH TEWEL GEB. 1889 VERMOORD 28-1-1943 AUSCHWITZ                          | Sonsbeeksingel 116                            | Baruch Tewel (1889-1944)                                                 |
|              | HIER WOONDE LENA VIERRA GEB. 1896 VERMOORD 2-4-1943 SOBIBOR                              | Emmastraat 65                                 | Lena Abas-Vierra (1896-1943)                                             |
|              | HIER WOONDE ABRAHAM VAN WEST GEB. 1914 VERMOORD 31-3-1944 AUSCHWITZ                      | Burgemeester Weertsstraat 139                 | Abraham van West (1914-1944)                                             |
|              | HIER WOONDE EVA IRENE VAN WEST GEB. 1940 VERMOORD 10-9-1943 AUSCHWITZ                    | Burgemeester Weertsstraat 139                 | Eva Irene van West (1940-1943)                                           |

## Data van plaatsingen
- 2 mei 2018: 29 Stolpersteine op Betuwestraat 12a, Bovenbrugstraat 42, Burgemeester Weertsstraat 93, Hommelseweg 55, Koningstraat 58, Nieuwstad 28, Nieuwstraat 2, Rijnkade 34, Van Lawick van Pabststraat 107, Wielakkerstraat 40
- 8 oktober 2019: negen Stolpersteine op Burgemeester Weertsstraat 139, Hommelstraat 48
- 15 september 2021: zestien Stolpersteine op Mesdaglaan 39, Noordelijke Parallelweg 69, Prümelaan 5, Rembrandtlaan 31, Rijnstraat 43, Van Pallandtstraat 26, Zijpendaalseweg 1D
- 14 september 2022: dertien Stolpersteine op Bakenbergseweg 129, Burgemeester Weertsstraat 124, Emmastraat 65, Velperweg 79
- 14 december 2022: zes Stolpersteine op Mauvestraat 15
- 12 september 2023: zestien Stolpersteine op Amsterdamseweg 54, Burgemeester Weertsstraat 85, Frombergdwarsstraat 2, Markt 5, Pastoorstraat 18, Staringstraat 12
- 26 september 2024: zeventien Stolpersteine op Breitnerstraat 18, Broerenstraat 33, Burgemeester Weertsstraat 57, Driekoningendwarsstraat 13, Huijghenslaan 63, Johan de Wittlaan 73, Sonsbeeksingel 116, Van Heemstralaan 90, Veerpolderstraat 46

## Fotogalerij

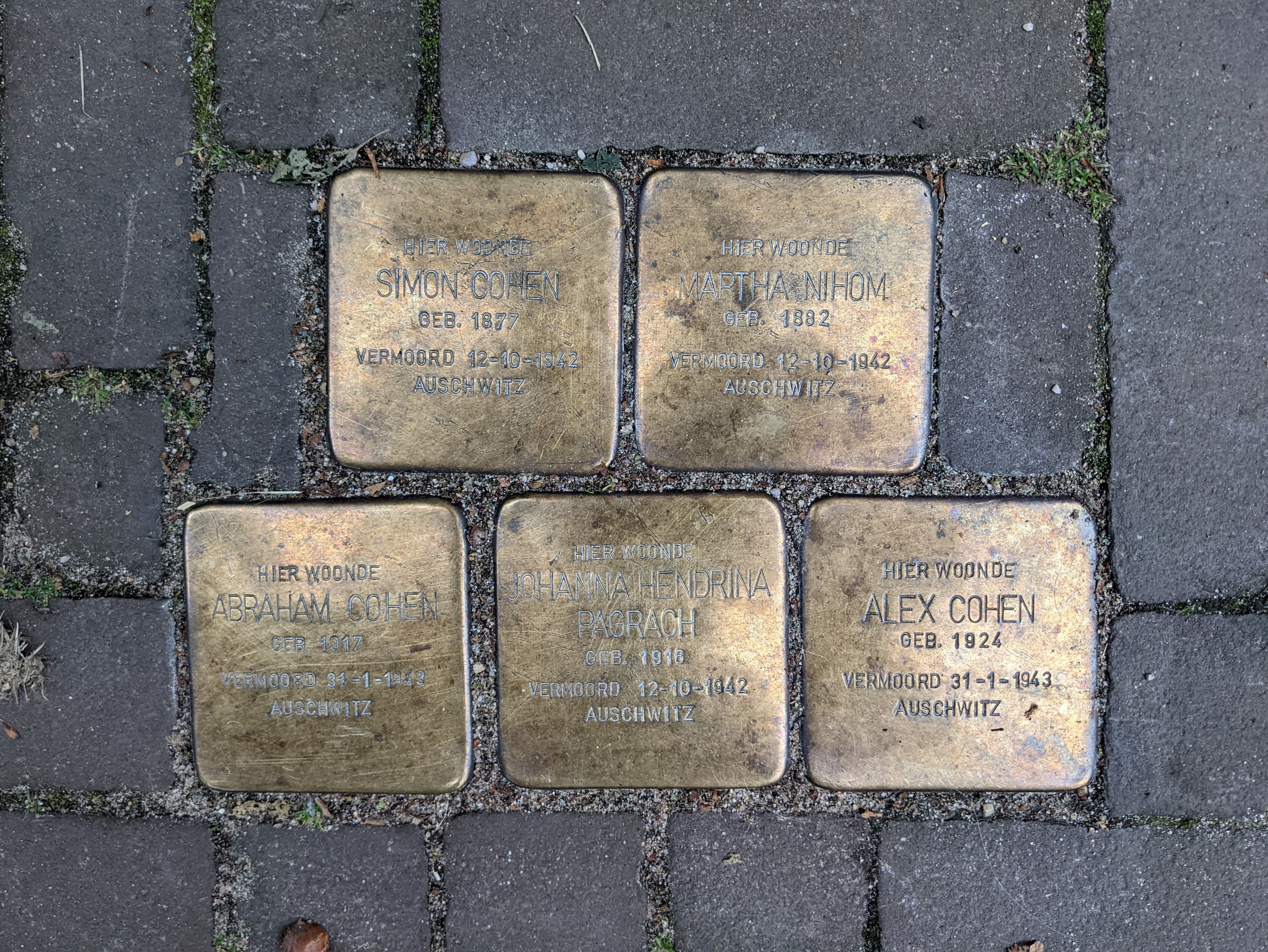
Groep van vijf stenen voor de Van Lawick van Pabststraat 107
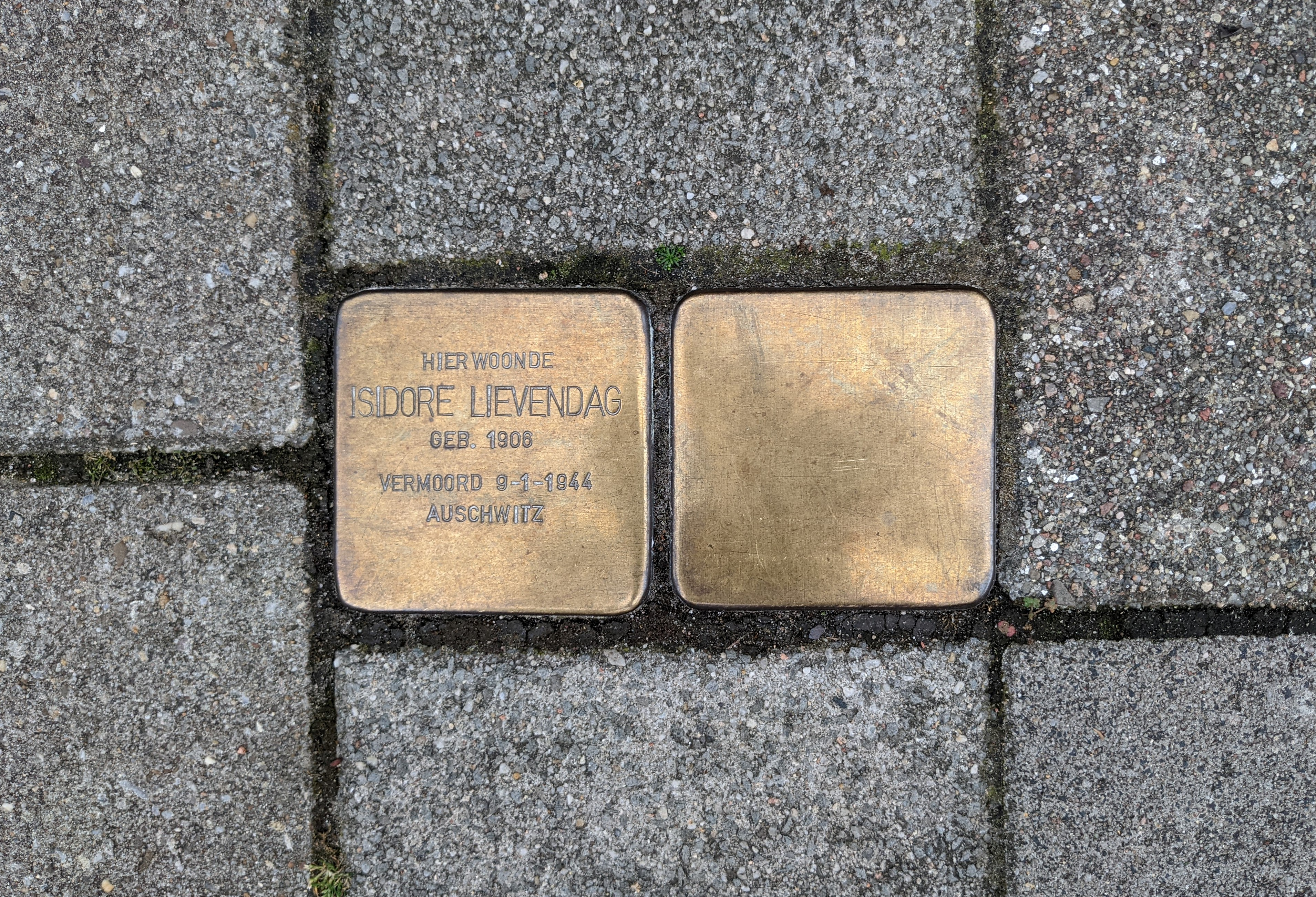
Groep van twee stenen, waarvan één blanco, voor de Bovenbrugstraat 42
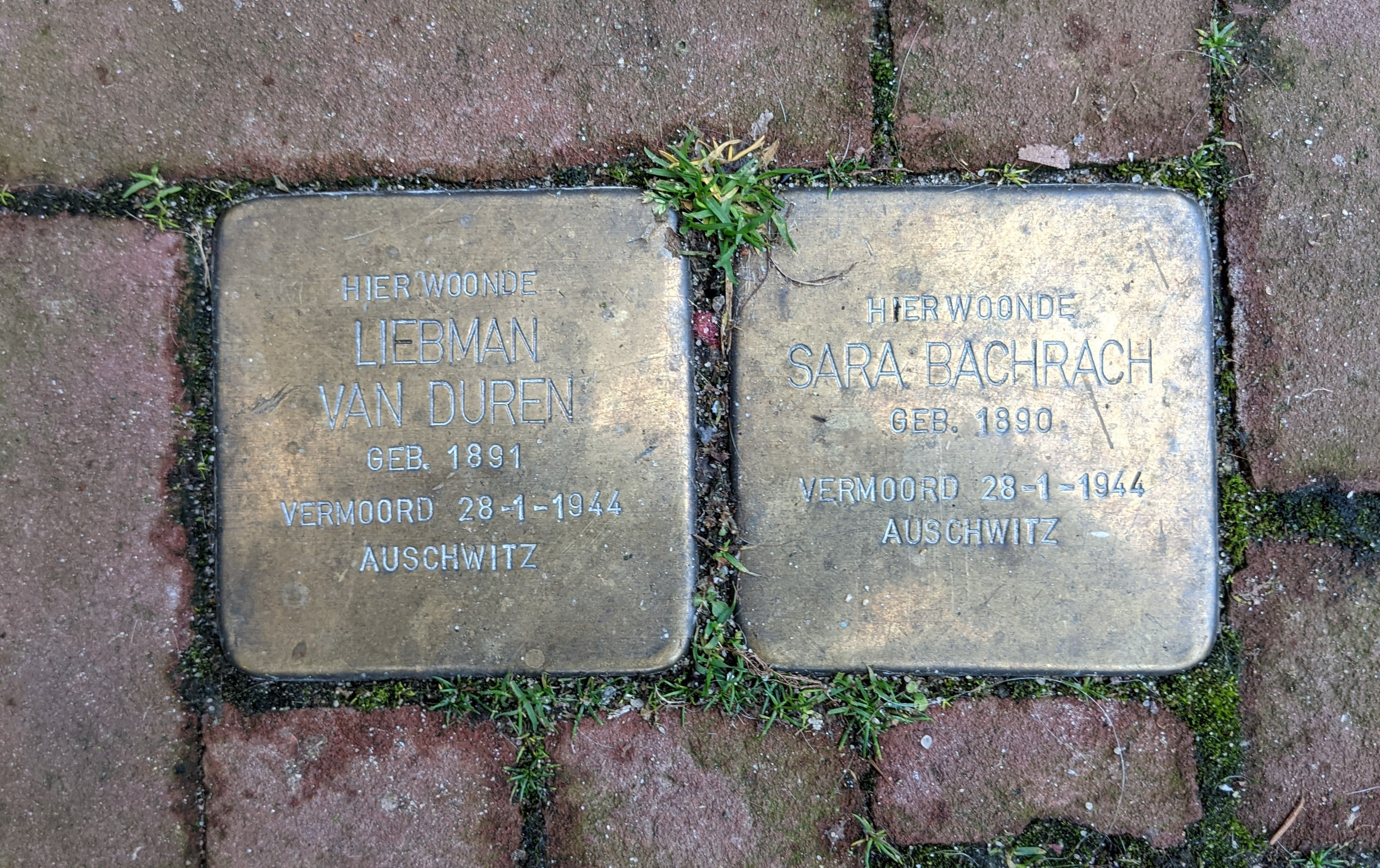
Groep van twee stenen voor de Nieuwstraat 2
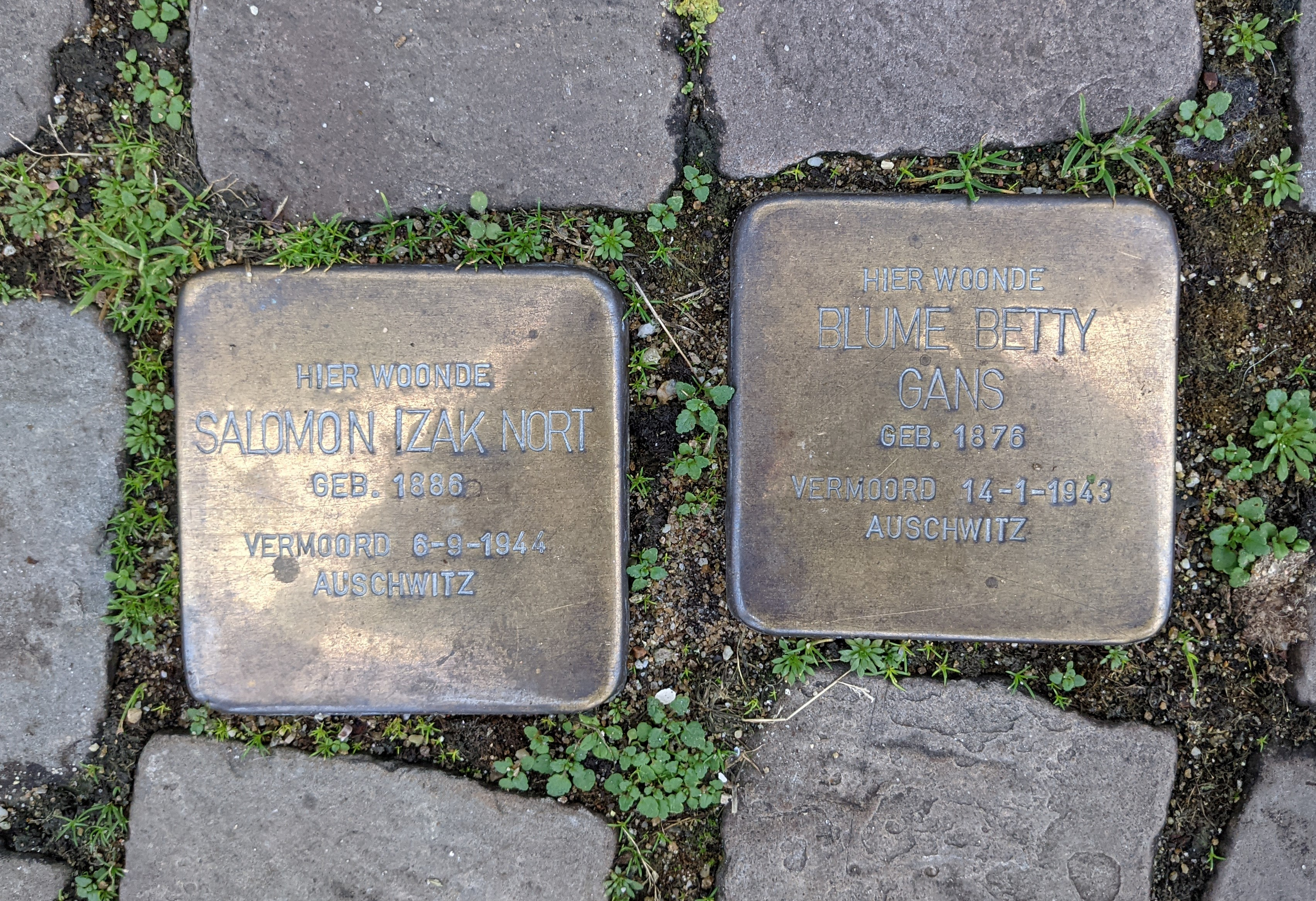
Groep van twee stenen voor de Rijnkade 34
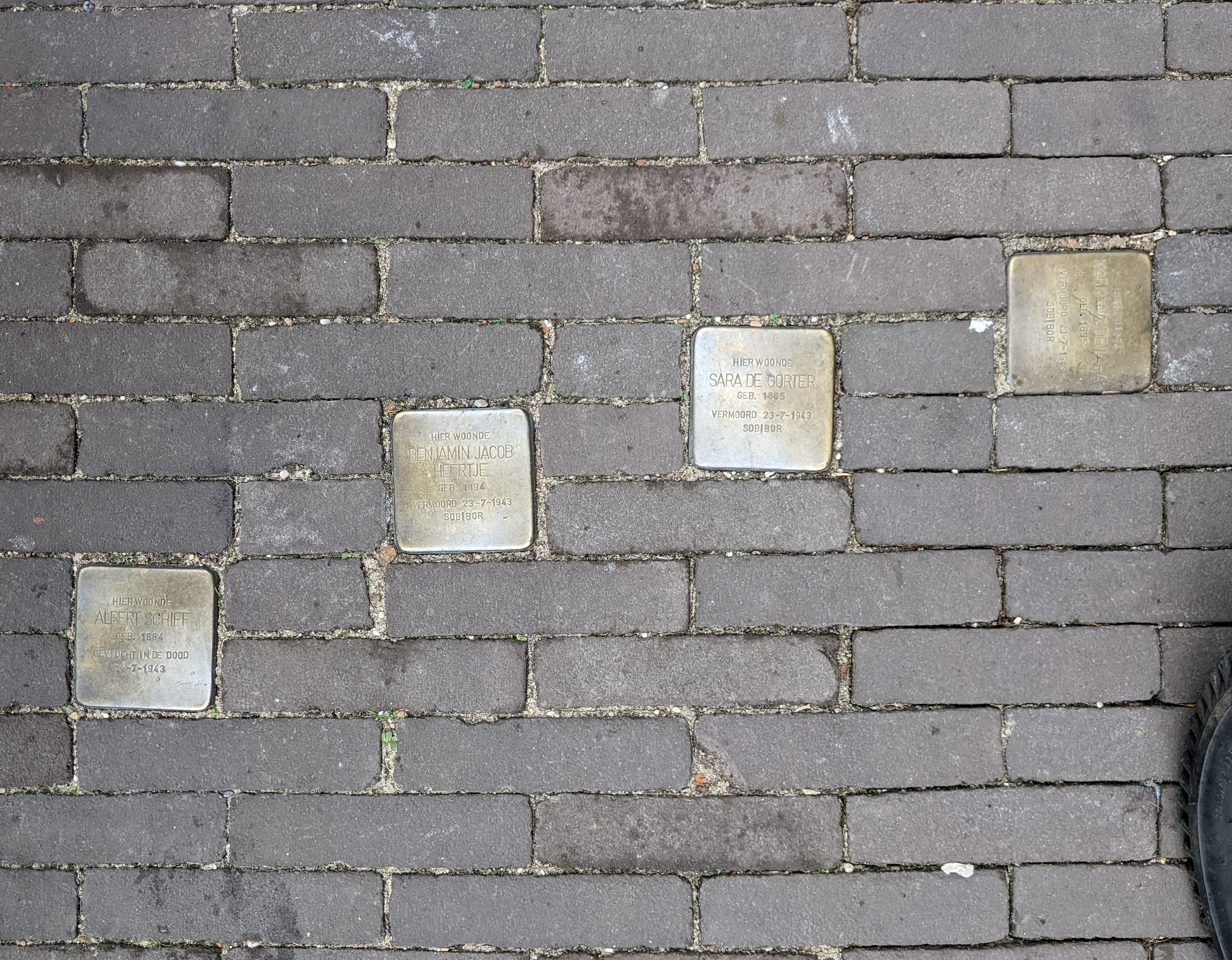
Groep van vier stenen voor de Hommelseweg 55
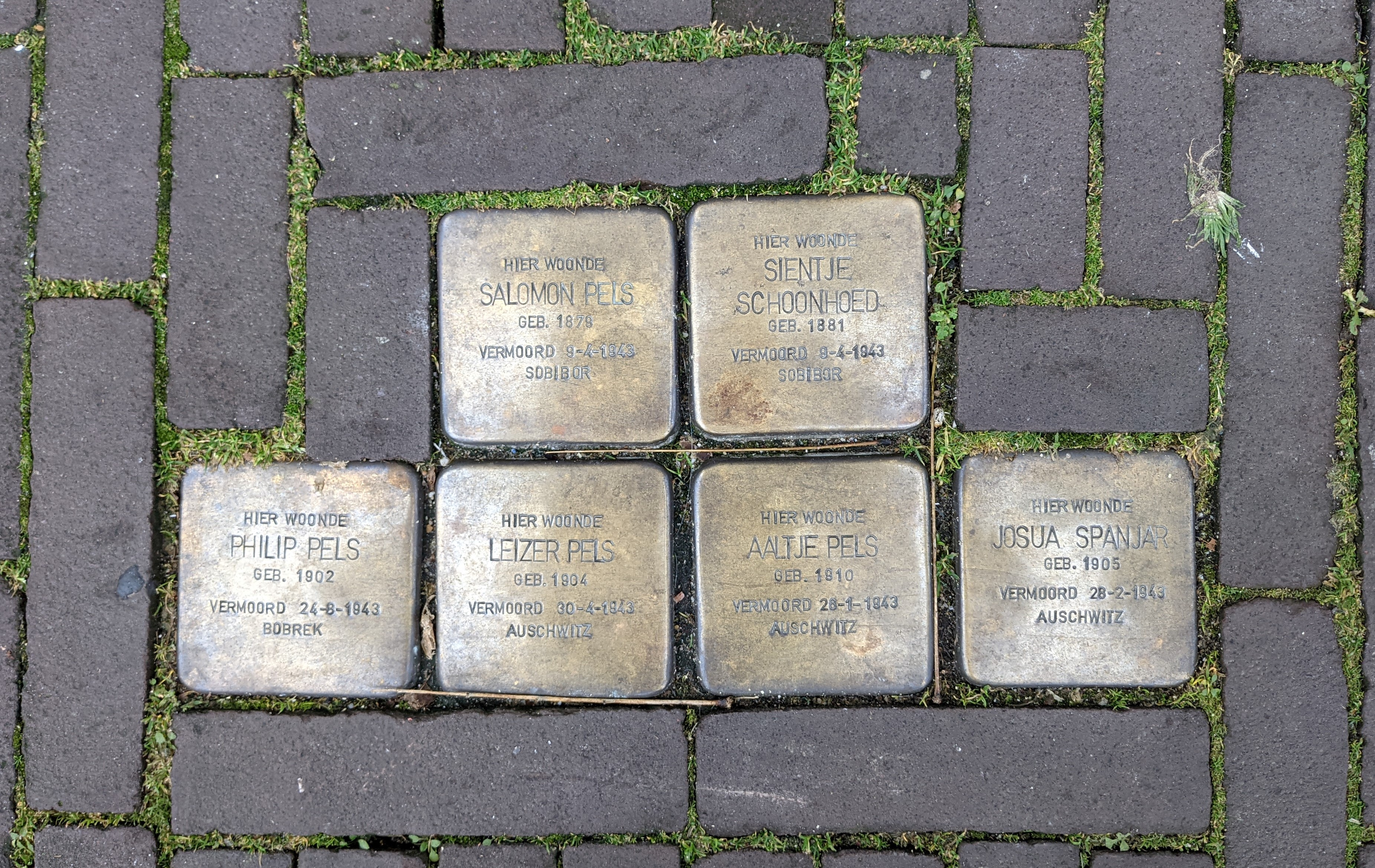
Groep van zes stenen voor de Hommelstraat 48